# Tyrique Stevenson
Tyrique Marquis Stevenson (Miami, Florida; 26 de mayo de 2000) más conocido como Tyrique Stevenson, es un jugador profesional estadounidense de fútbol americano, se desempeña en la posición de cornerback en Chicago Bears, en la National Football League (NFL).

## Carrera
Hizo su debut profesional con el equipo Chicago Bears, lleva jugando una temporada, comenzó en el 2023.